# Tolfaccia
Il Monte la Tolfaccia è un domo vulcanico isolato del Lazio, nella Provincia di Roma, alto 579 m.

## Descrizione
Il monte la Tolfaccia si trova nel Comune di Allumiere (Italia) a circa 25 km da Civitavecchia.
Il monte fa parte del sistema dei Monti della Tolfa e ospitò il centro medievale di Tulfa Nova del quale conserva i ruderi; la sua nascita fu dovuta alle eruzioni del miocene finale, i cui magmi crearono diversi vulcani nel Lazio. La sua massa cupoliforme, di quasi 600 m di diametro, presenta ammassi lavici che sono emersi con l'erosione del tempo e depositi ignimbritici.

## Fauna
Specie animali presenti nei boschi della Tolfaccia.
- Mammiferi (abbondantemente presenti):
  - cinghiale (Sus scrofa),
  - volpe (Vulpes vulpes),
  - riccio (Erinaceus europaeus),
  - lepre (Lepus europaeus).

Uccelli presenti sia stanziali che migratori. 
- Rapaci:
  - poiana (Buteo buteo),
  - falco pellegrino (Falco peregrinus),
  - allocco (Strix aluco),
- Passeriformi:
  - pettirosso (Erithacus rubecula),
  - cardellino (Carduelis carduelis),
  - merlo (Turdus merula),
  - ghiandaia (Garrulus glandarius),
  - passero (Passer domesticus).

## Area archeologica
Nell'area archeoglogica della Tolfaccia, sono stati individuati due diversi insediamenti, risalenti al Bronzo Finale, e delle tombe riferibili al Bronzo Finale e all'Età del Ferro.